# Saunders Mac Lane
Saunders Mac Lane (4. srpna 1909 Taftville, Connecticut, USA – 14. dubna 2005 San Francisco, Kalifornie, USA) byl americký matematik, který spolu se Samuelem Eilenbergem formuloval teorii kategorií. Ve své disertační práci se zabýval matematickou logikou, později se věnoval především algebře.
Saunders Mac Lane byl pokřtěn jako Leslie Saunders MacLane, ale jméno Leslie (údajně k nelibosti rodičů) nepoužíval; mezeru v příjmení začal používat údajně proto, že jeho ženě dělalo potíže psát jeho původní příjmení na psacím stroji.

## Kariéra
V letech 1934 až 1938 působil Mac Lane krátkodobě na Yaleově univerzitě, Harvardově univerzitě, Cornellově univerzitě a Chicagské univerzitě. V letech 1938 až 1947 pak působil na Harvardu. V roce 1941 se při sérii hostujících přednášek na Michiganské univerzitě se seznámil se Samuelem Eilenbergem a začala plodná spolupráce v oblasti propojení algebry a topologie. V letech 1944 a 1945 vedl skupinu aplikované matematiky na Kolumbijské univerzitě, která se podílela na válečném úsilí jako dodavatel panelu aplikované matematiky; matematika, na níž v této skupině pracoval, se týkala diferenciálních rovnic pro systémy řízení palby.
V roce 1947 přijal nabídku vrátit se do Chicaga, kam se (částečně kvůli zapojení univerzity do Projektu Manhattan a částečně kvůli administrativnímu úsilí Marshalla Stonea) nedlouho předtím přestěhovalo i mnoho dalších slavných matematiků a fyziků. V letech 1947-1948 odcestoval jako Guggenheimův stipendista na ETH v Curychu, kde pracoval s Heinzem Hopfem. V roce 1952 vystřídal Stonea ve funkci vedoucího katedry, ve které působil šest let.
Byl vicepresidentem Národní akademie věd Spojených států amerických a Americké filozofické společnosti a prezidentem Americké matematické společnosti. V roce 1949 byl zvolen do Národní akademie věd. V 50. letech 20. století předsedal Matematické asociaci Ameriky a inicioval její aktivity zaměřené na zlepšení výuky moderní matematiky. V letech 1974-1980 byl členem Národní rady pro vědu, která radila americké vládě. V roce 1976 vedl delegaci matematiků do Číny, aby tam studovali podmínky ovlivňující matematiku. V roce 1989 obdržel Národní medaile za vědu.

## Přínosy

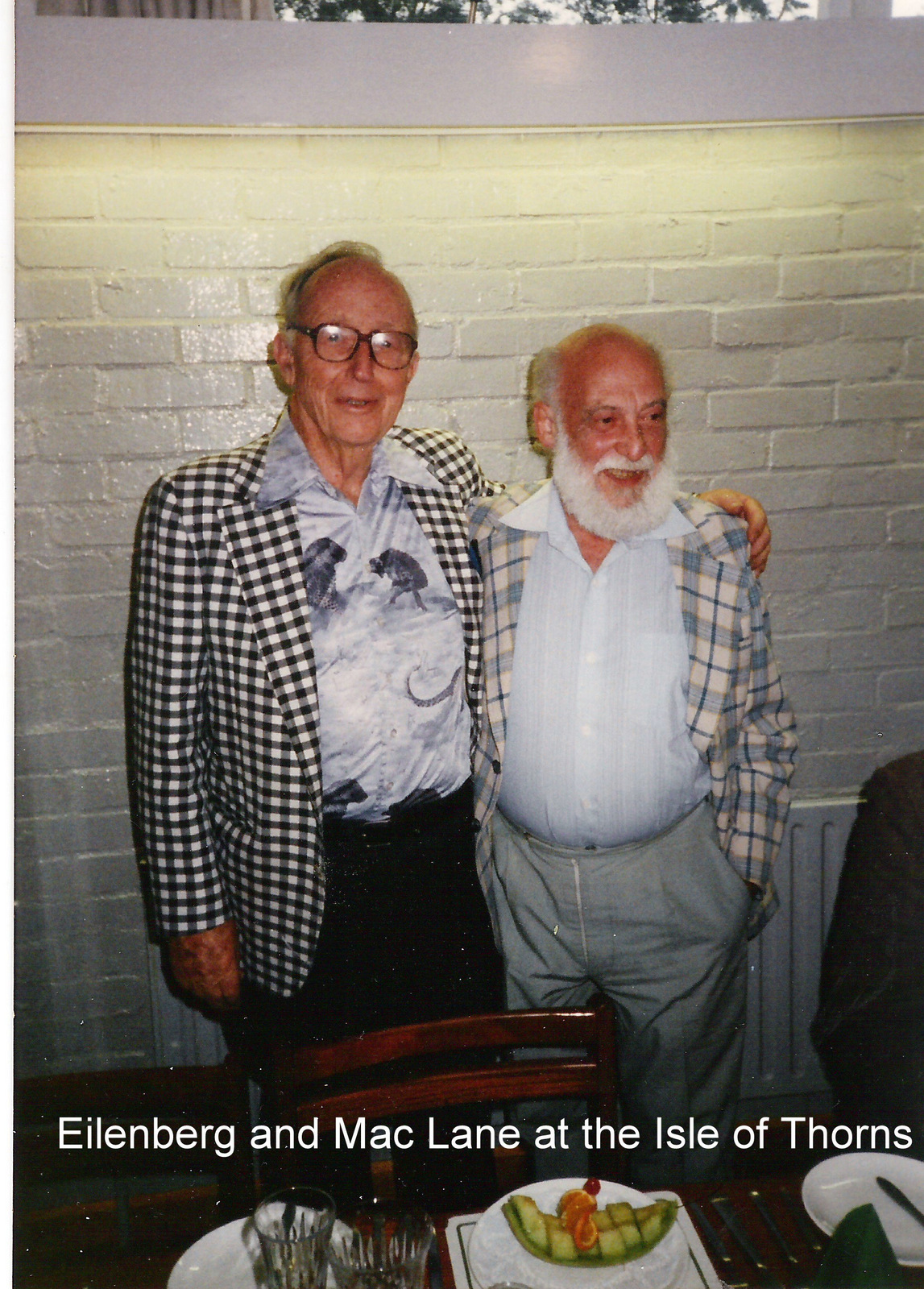
MacLane a Samuel Eilenberg na konferenci v červenci 1992

Po obhajobě disertační práce z matematické logiky se zpočátku zabýval komutativními tělesy a valuační teorií. Publikoval práce o valuačních okruzích, Wittových vektorech a separabilitě v nekonečných nadtělesech. V roce 1942 začal psát o rozšířeních grup a v roce 1943 zahájil výzkum toho, co se dnes nazývá Eilenbergovy-Mac Laneovy prostory K(G,n) s jedinou netriviální homotopickou grupou G dimenze n. Tato práce otevřela cestu ke kohomologii grup obecně.[zdroj?]
Poté, co zavedl abstraktní přístup k teorii homologie prostřednictvím Eilenbergových-Steenrodových axiomů, vytvořil v roce 1945 spolu s Eilenbergem teorii kategorií. Známý je zejména svou prací o větách o koherenci. Opakujícím se rysem teorie kategorií, abstraktní algebry a také některých dalších matematických oborů je používání diagramů, které se skládají ze šipek (morfismů) spojujících objekty, například součinů a koproduktů. Podle McLartyho (2005) tento diagramatický přístup v současné matematice do značné míry pochází od Mac Lanea (1948), který také zavedl termín Jonedovo lemma pro lemma, které je základním podkladem mnoha ústředních pojmů teorie kategorií a které objevil Nobuo Joneda.
Mac Lane se příkladně věnoval psaní přístupných textů, počínaje svým velmi vlivným dílem A Survey of Modern Algebra, jehož spoluautorem byl v roce 1941 Garrett Birkhoff. Od té doby bylo možné vyučovat elementární moderní algebru vysokoškolské studenty pomocí anglického textu. Jeho Categories for the Working Mathematician zůstávají nejpropracovanějším úvodem do teorie kategorií.[zdroj?]

## Vybrané práce
- MAC LANE, Saunders; BIRKHOFF, Garrett, 1997. A Survey of Modern Algebra. [s.l.]: A K Peters. Dostupné online. ISBN 1-56881-068-7.
- MAC LANE, Saunders; 1948. "Groups, categories and duality. Proceedings of the Nat. Acad. of Sciences of the USA. Roč. 34, s. 263–67.
- MAC LANE, Saunders, 1963. Natural Associativity and Commutativity. [s.l.]: Rice Institute Pamphlet - Rice University Studies.
- MAC LANE, Saunders, 1995. Homology. AMS review. Springer. Původně Die Grundlehren Der Mathematischen Wissenschaften in Einzeldarstellungen, Band 114. Dostupné online. ISBN 978-0-387-58662-5.
- MAC LANE, Saunders; BIRKHOFF, Garrett, 1999. Algebra. Chelsea: [s.n.]. ISBN 0-8218-1646-2. Slovensky Alfa, Bratislava, 1973.
- MAC LANE, Saunders, 1998. Categories for the Working Mathematician. [s.l.]: Springer. (Graduate Texts in Mathematics). ISBN 0-387-98403-8.
- MAC LANE, Saunders, 1986. Mathematics, Form and Function. [s.l.]: Springer-Verlag. Dostupné online. ISBN 0-387-96217-4.
- MAC LANE, Saunders; MOERDIJK, Ieke, 1992. Sheaves in Geometry and Logic: A First Introduction to Topos Theory. [s.l.]: [s.n.]. ISBN 0-387-97710-4.
- MAC LANE, Saunders, 1995. Mathematics at Gottingen under the Nazis. Notices of the AMS. Roč. 42, čís. 10, s. 1134–1138. Dostupné online.
- MAC LANE, Saunders, 2005. Saunders Mac Lane: A Mathematical Autobiography. [s.l.]: A K Peters. ISBN 1-56881-150-0.